# Riders of the Black Hills
Riders of the Black Hills è un film del 1938 diretto da George Sherman.
È un film western statunitense con Robert Livingston, Ray Corrigan e Max Terhune. Fa parte della serie di 51 film western dei Three Mesquiteers, basati sui racconti di William Colt MacDonald e realizzati tra il 1936 e il 1943.

## Produzione
Il film, diretto da George Sherman su una sceneggiatura di Betty Burbridge con il soggetto della stessa Burbridge e di Bernard McConville e William Colt MacDonald (creatore dei personaggi), fu prodotto da William Berke per la Republic Pictures e girato a Corriganville a Simi Valley in California dal 29 aprile all'11 maggio 1938.

## Distribuzione
Il film fu distribuito negli Stati Uniti dal 15 giugno 1938 al cinema dalla Republic Pictures.